# Liste der Biografien/Simk
Liste der Biografien |
Portal Biografien |
Personensuche
# |
A |
B |
C |
D |
E |
F |
G |
H |
I |
J |
K |
L |
M |
N |
O |
P |
Q |
R |
S |
T |
U |
V |
W |
X |
Y |
Z |
?
 
Sa |
Sb |
Sc |
Sd |
Se |
Sf |
Sg |
Sh |
Si |
Sj |
Sk |
Sl |
Sm |
Sn |
So |
Sp |
Sq |
Sr |
Ss |
St |
Su |
Sv |
Sw |
Sy |
Sz
 
Sia |
Sib |
Sic |
Sid |
Sie |
Sif |
Sig |
Sih |
Sii |
Sij |
Sik |
Sil |
Sim |
Sin |
Sio |
Sip |
Siq |
Sir |
Sis |
Sit |
Siu |
Siv |
Siw |
Six |
Siy |
Siz
 
Sima |
Simb |
Simc |
Sime |
Simg |
Simh |
Simi |
Simj |
Simk |
Siml |
Simm |
Simn |
Simo |
Simp |
Simr |
Sims |
Simt |
Simu |
Simw |
Simz
Die Liste der Biografien führt alle Personen auf, die in der deutschsprachigen Wikipedia einen Artikel haben. Dieses ist eine Teilliste mit 19 Einträgen von Personen, deren Namen mit den Buchstaben „Simk“ beginnt.

## Simk

### Simka
- Simkaylo, Mykola (1952–2013), ukrainischer Geistlicher, Erzbischof von Kolomyia-Tscherniwzi

### Simki
- Simkin, Jim (1919–1984), kanadisch-US-amerikanischer Psychotherapeut, Autor und Gestaltpsychologe
- Simkin, Sem Chaimowitsch (1937–2010), russischer Schriftsteller und Nachdichter
- Simkins, Eldred (1779–1831), US-amerikanischer Politiker
- Simkins, Geoff (* 1948), britischer Jazzmusiker (Altsaxophon)
- Simkins, Maxwell (* 2006), US-amerikanischer Schauspieler
- Simkins, Modjeska Monteith (1899–1992), US-amerikanische Bürgerrechtlerin

### Simko
- Simkó, Imre (1939–2021), ungarischer Sportschütze
- Šimko, Pavel (* 1982), slowakischer Triathlet
- Šimkovič, Tomáš (* 1987), österreichischer Fußballspieler
- Šimkovičová, Martina (* 1971), slowakische Politikerin, Kulturministerin der Slowakischen Republik in der vierten Regierung von Robert Fico seit Oktober 2023, ehemaliger Fernsehmoderatorin, Mitglied des Nationalrats der Slowakischen Republik im Jahr 2016 und 2020 und wiedergewählt im Jahr 2023 als Kandidatin des Slowakisches Nationalpartei
- Simkowski, Heinz (1931–2008), deutscher Politiker (SED)

### Simku
- Šimkūnaitė, Eugenija (1920–1996), litauische Botanikerin und Phytotherapeutin
- Šimkus, Andrius (* 1961), litauischer Fernschachspieler
- Šimkus, Aurēlija (* 1997), lettische Pianistin und Komponistin
- Šimkus, Benas (1941–2023), litauischer Politiker
- Šimkus, Stasys (1887–1943), litauischer Komponist
- Šimkus, Vestards (* 1984), lettischer Pianist
- Šimkuse, Liene (* 1992), lettische Volleyball- und Beachvolleyballspielerin